# Władysław Miller (kompozytor)
Władysław Miller, pseudonim Bojomir (ur. 27 listopada 1863 w Monte Albano, zm. 2 lipca 1929 w Warszawie) – polski kompozytor, dyrygent, pedagog i pisarz muzyczny.

## Życiorys
Syn śpiewaka Władysława Millera. Ukończył szkołę wojskową w Monzy, następnie podjął studia muzyczne u Giovanniego Bottesiniego w Parmie. Od 1888 roku był uczniem Zygmunta Noskowskiego w Warszawie. W latach 1893–1902 był korepetytorem solistów i dyrygentem w Teatrze Narodowym. Współpracował z Warszawskim Towarzystwem Muzycznym, uczył śpiewu solowego i gry na organach w jego szkole muzycznej. W 1911 roku dyrygował zespołem operowym w Dolnie Szwajcarskiej. Od 1909 do 1921 roku był wykładowcą języka włoskiego w Konserwatorium Warszawskim. Publikował artykuły w Wieku i Gazecie Polskiej, a także w Nowościach Muzycznych, Prawdzie, Scenie i Sztuce, Echu Muzycznym, Teatralnym i Artystycznym.
Skomponował m.in. opery Oaza (1893) i Kwiat paproci (ok. 1895), operetki Król migdałowy (ok. 1890) i Murzyn Vidal (1898), a także liczne pieśni solowe. Zajmował się tłumaczeniami, przełożył m.in. na język włoski libretta do oper Stanisława Moniuszki i Adama Münchheimera. Zgromadził kolekcję muzykaliów, po jego śmierci przekazaną do biblioteki Warszawskiego Towarzystwa Muzycznego.